# Języki jupik
Języki yupik (jupik, yup’ik) – grupa języków (według niektórych uczonych – dialektów) z eskimoskiej rodziny językowej, używana przez 12 tys. mieszkańców zachodniej i południowo-środkowej Alaski oraz przez około 500 osób na północno-wschodniej Syberii.

## Języki (dialekty)

### Alaska
- yupik środkowy
- čupik
- alutiik

### Syberia
- yupik środkowosyberyjski
- czapliński
- naukański
- sirenicki – wymarły